# キャロル・ディアリング号

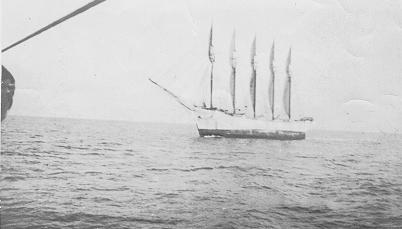
発見されたキャロル・ディアリング号。撮影はアメリカ合衆国沿岸警備隊による

キャロル・ディアリング号（英: Carroll A. Deering）は商業スクーナー船である。この船は1921年にアメリカ合衆国ノースカロライナ州のハッテラス岬沖において座礁しているところを発見された。
発見当時、この船には乗員が一人も乗っていなかったため、メアリー・セレストと同じような航海史上の謎としてしばしば取り上げられる。このような状況となった原因として、バミューダトライアングルの犠牲となった、暴動が起こった、海賊に襲撃されたなどの推測がなされた。

## 建造
キャロル・ディアリング号は、1919年にG.G.ディアリング社（G.G. Deering Company）により、メーン州バスの造船所で貨物船として建造された。船名はオーナーの息子の名にちなんで付けられたものである。1年間何事もなく運用された後、ブラジルのリオ・デ・ジャネイロへの航海に出発した。

## 謎に包まれた最後の航海
1920年8月19日、ディアリング号はバージニア州ノーフォークからリオ・デ・ジャネイロまで石炭を載せて航海する準備を整えた。このときディアリング号はウィリアム H. メリット（William H. Merritt）船長の指揮下にあり、メリット船長の息子スーワル（Sewall）が一等航海士を務めていた。他の乗組員10名はいずれもスカンディナヴィア系（大部分はデンマーク系）が占めていた。
8月22日、ディアリング号はノーフォークの近郊ニューポート・ニューズから出港した。しかし航海中にメリット船長が病に冒され、デラウェア州ルイスで息子とともに下船しなければならなかった。ディアリング社は彼に代わる船長を急いで探さねばならず、66歳の古参で一度は引退していたW.B.ワーメル（W. B. Wormell）を船長として、チャールズ・B・マクレラン（Charles B. McLellan）を一等航海士として採用した。
再出発したディアリング号は9月8日にリオ・デ・ジャネイロに到着し、無事に貨物を引き渡すことができた。次の航海までワーメル船長以下全乗組員に休暇が与えられたが、この間ワーメル船長は別の貨物船で働いていた旧友グッドウィン船長に偶然出会った。そこでワーメル船長は今の船の乗組員について語ったが、ハーバート・ベイツ技師（Herbert Bates）を除き、その評価は軽蔑に満ちたものだった。
12月2日、ディアリング号はリオ・デ・ジャネイロを出発し、補給のためにバルバドスに寄港した。このときマクレラン一等航海士は町で酔い、スノー号（Snow）のヒュー・ノートン（Hugh Norton）船長に対し、「自分が乗組員の訓練をしようとするといつもワーメルが妨害する」「ワーメルはほとんど目が見えず、実質的に自分がすべての運航を取り仕切っている」等の不平を述べた。さらにはノートン船長と一等航海士、および別の船の船長がコンティネンタル・カフェ（Continental Café）に居たところ、マクレランは「おれはノーフォークに着く前に船長をやっつけてやるぜ」（"I'll get the captain before we get to Norfolk, I will"）と暴言を吐くのを聞いており、マクレランは逮捕された。しかし、ワーメルは彼を保釈して出獄させ、年が変わった1921年1月9日、ディアリング号はハンプトン・ローズに向けて出航した。
1月28日、ディアリング号はノースカロライナ州南東部のルックアウト岬沖で稼働していた灯台船によって目撃された。灯台船の管理者であるジェイコブソン船長（Jacobson）は、外国語なまりのある赤毛のやせた男が「この船は錨を失ってしまった」と叫んできたとしている。そのままディアリング号と思われる船は通り過ぎていき、ジェイコブソン船長は不審感を抱いたが、灯台船の無線機が故障していたため、彼はこのことをすぐに報告することができなかった。彼は乗組員が船の前甲板を「うろつき回っている」（"milling around"）ことに気づいたが、その区域は通例、彼らの立ち入りが許可されていなかった。

## 難破
1月31日、ルックアウト岬の東方に位置するノース・カロライナ州ハッテラス岬沖で座礁しているディアリング号が目撃された。そこはダイアモンド・ショールズ（Diamond Shoals）と言われるハッテラス岬から延びる巨大な浅瀬で、数多くの海難事故を引き起こしてきた場所として有名であった。救助隊が編成されたが悪天候のために船に近づくことができず、2月4日になってようやく乗り込んだところ船は完全に放棄されていた。ワーメル船長以下全乗組員が姿を消しており、航海日誌と航海道具、乗組員たちの身の回りのもの、ボート2隻も見当たらなかった。船の厨房には食品が残されており、食事を準備中に乗組員が行方不明となる何らかの要因が発生したと推測された。沿岸警備隊のマニング号（Manning）がディアリング号を離礁させようと試みたが不可能とわかり、3月4日、航海の障害物にならぬようダイナマイトで船底が爆破され、ディアリング号は水中に姿を消していった。

## 調査
アメリカ合衆国連邦政府はディアリング号の乗組員失踪事件について広範囲にわたる調査と捜索に乗り出した。政府の5つの機関、商務省、財務省、司法省、海軍および国務省が事件の調査にあたった。
当時の商務長官であったハーバート・フーヴァーは、キャロル・ディアリング号以外にもイタリア船モンテ・サン・ミケーレ号（Monte San Michele）をはじめとしてさまざまな国籍の船舶がほぼ同じ海域で行方不明になっていたという事実に好奇心をそそられた。中でも特に有名なのは硫黄貨物船ヒューイット号である。 
フーヴァーの補佐役としてローレンス・リッチー（Lawrence Ritchey）が捜査を任された。リッチーはケープ・ルックアウトでの最後の目撃情報とダイアモンド・ショールズでの座礁とのあいだに船に何が降りかかったのかを、これらの場所に配置された沿岸警備隊の灯台船の航海日誌を読むことによって図で示そうと努めた。

## 諸説
捜査中とその後に人気を博した説は多かった。当初は外部からの侵入が失踪の原因であるように思われた。
1921年4月11日、クリストファー・コロンブス・グレー（Christopher Columbus Gray）という男が、ノース・カロライナ州バクストン・ビーチ（Buxton Beach）の水面に浮いている瓶のなかに、伝言の書かれた紙片を見つけたと主張した。彼はそれをただちに当局に引き渡した。文面は次の通り。

ディアリング号はディーゼル船に追跡され、捕えられた。乗組員も拘束され、全てが取り上げられた。乗組員は船内の各所に隠れており、逃げる機会はない。発見者はどうかディアリング本社に通知してください。

手紙の筆跡は、ワーメル船長の未亡人によってハーバート・ベイツ技師のそれと一致させられ、また瓶はブラジル製であることが判明した。これはディアリング号のすぐ後を追ってケープ・ルックアウト・ライトシップに到着した「謎めいた」（"mysterious"）汽船の目撃とともに、ディアリング号の乗組員失踪が犯罪者たちの襲撃によるものと思われた。しかしこの説にはすぐに反論がなされた。「もしある乗組員がなんとかして紙、ペンおよび瓶を手に入れ、手紙を書いたならば、なぜ彼は、警察あるいは沿岸警備隊ではなく会社に通知するよう要求したのだろうか？」
その後も幾つかの説が挙げられた。
- ハリケーン：合衆国政府、特に気象局は、失踪の原因として巨大ハリケーンを強く主張した。これは過去二十年間で最大のものであったとされ、モンテ・サン・ミケーレ号など消息を絶った船の大部分はこのハリケーンに巻き込まれたと推測できたが、ヒューイット号とディアリング号は当時、嵐の海域から遠ざかりつつあったことが判明した。ラリー・クッシュ（Larry Kusche）およびリチャード・ワイナー（Richard Winer）をふくむ幾人かの作家の調査により、ディアリング号の乗員はパニックを起こしたというよりむしろ整然と船から避難していったことが明らかになっている。

- 海賊：合衆国海洋船舶連盟（the United States Marine Shipping Board）のO.W.パーカー（O.W. Parker）船長は海賊行為が原因であると確信していた。彼は、自分の意見では、「海賊行為はフェニキア人の時代から疑いなくなおも存在している」と述べた。ワーメル船長の未亡人は、この説の特に強い擁護者であった。一団の海賊がさまざまな失踪の原因であると信じられていた。しかしながら、上記の手紙を除いてこの説の物的証拠は現われなかったし、海賊の被疑者は捕えられなかった。

- 共産主義者：ニューヨークにあるロシア連合労働者党（United Russian Workers Party）（共産主義者の表向きの組織）の本部にたいする警察の強制捜査の結果、組織の構成員にアメリカ船を差押え、ソ連まで航行させるように呼びかける文書を見つけた。これらの文書は、ソビエト共産党が陰謀を企てており、前年の幾隻かの船舶攻撃もこれで説明できるかに思われた。ディアリング号の事件原因についても広く信じられた説であり、特に政府内の反共主義者に多く支持者を得た。好奇心をそそる連想であるけれども、ソ連邦崩壊によりロシア側において多くの秘密情報が明らかになった後もこの計画が実行されたという決定的な証拠は見つかっていない。

- ラム酒密輸犯：海賊説と似た説として、バハマで活動している一団の酒類密輸犯が、ラム酒の密輸船として用いるために船を奪取したとするものである。この事件が発生した当時は禁酒法時代のことであった。リチャード・ワイナーの『Ghost Ships』によれば、ディアリング号は、船倉にざっと100万ドル相当の酒類を運ぶだけの大きさを有していた。しかし他方、このように目立って容易に区別できる比較的低速の船が、密輸犯の選ぶ標的になるかどうかは疑わしい。

- 暴動：ワーメルと一等航海士との間に起きていた対立と、リオ・デ・ジャネイロでの乗組員に対する嘲笑は、船長と乗組員たちとのあいだで、航海中に深刻な不和が起こっていたかもしれないことを示唆する。ケープ・ルックアウトにおけるジェイコブソン船長は、ディアリング号の様子がたしかにおかしいと考えていた。ジェイコブソン船長の船に大声で呼びかけた男がワーメル船長で「なかった」ことは明確であるし、幹部船員（officer）ともいえなかった。メーン州上院議員フレデリック・ヘイル（Frederick Hale）はこの説を擁護し、これは「明白な暴動事件」（"a plain case of mutiny"）であったと述べた。

不可避なことであるかもしれないが、事象から数十年もしないうちに、異様な型の説明が広まった。
- 超常的説明：本船の乗組員の失踪は、異常現象と超自然的なものを扱う作家によって引証されてきた。チャールズ・フォート（Charles Fort）は、著書『Lo!』（1931年）において、この船について初めて「謎めいた」（"mysterious"）文脈で言及した。その航海で発生した数々の謎を題材とした作品もそれに倣った。ディアリング号がいわゆるバミューダトライアングルと見なされる海域を航行したため、乗組員の失踪はしばしばこの事実と結びつけられてきた[4]。しかし、ディアリング号が発見された船の永眠の場（ダイアモンド・ショールズ）、およびその最後の目撃と交信の知られている最後の場所（ノースカロライナ州ルックアウト岬）は、一般にバミューダトライアングルとして知られる海域からは数百マイルも離れているのである。

## その後
ラリー・クッシュによれば、クリストファー・コロンブス・グレーは後年自分が回収した手紙は偽造であったと認めた。
やがて陰謀説の大半は相手にされなくなり、乗組員失踪の原因としては暴動が一般に認められた説となっていった。
1921年7月、ポルトガルの総領事館が、アウグスト・フレデリコ・マルティンス（Augusto Frederico Martins）という船員が行方不明の乗組員の一員ではないかとの嫌疑をかけられていると知らせてきたが、やがてのちに彼はポルトガル号（Portugal）の料理人であるとわかった。
また同時期に行方不明となったヒューイット号の乗組員の一員であるB.O.レイニー（B.O. Rainey）が別の船で働いていることがわかり、別の潜在的な手がかりが見つかったかに見えた。しかし彼に州政府職員が接触したところ、レイニーはヒューイット号がテキサス州サビーン（Sabine）の港を立つ前に下船したと主張した。
結局ディアリング号の乗員の運命について、公式の判断は一切下されないまま捜索は翌年から徐々に縮小していった。

## 結論
キャロル・ディアリング号の乗組員の失踪原因が公に説明されることはついになかったが、もっとも合理的な説明としては暴動が挙げられる。
すなわち、ディアリング号船内に残されていた海図に記されたワーメル船長のサインは1月23日を最後に途絶えており、この直後に彼はマクレラン一等航海士と彼と手を組んだ乗組員たちに殺害された。そのまま合衆国近海まで航海は続けられ、ルックアウト岬沖の灯台船も通過した。しかし海の難所として知られるダイヤモンド・ショールズでディアリング号は座礁、マクレランら乗組員たちは船を放棄して二艘のボートで陸を目指すもついに行き着くことなく海の藻屑と消えたというものである。
それであるにもかかわらずこの事件は、超常現象の肯定論者とバミューダトライアングルの支持者のお気に入りであるし、また海の真に大きな謎のひとつとして、メアリー・セレスト号の後継として有名である。